# 베를린 천사의 시
《베를린 천사의 시》(독일어: Der Himmel über Berlin)는 독일의 영화 감독인 빔 벤더스가 감독한 1987년 드라마 영화이다. 빔 벤더스와 페터 한트케가 공동으로 각본을 썼다.

## 줄거리
다미엘과 카시엘은 인간의 오랜 역사를 관찰하는 천사이며, 특히 베를린 지역에서 활동한다. 그들은 인간들의 삶에 간섭할 수는 없고 인간들의 눈에 띄지 않는다. 그러나 인간들에게 삶의 용기를 불어넣을 수는 있다. 죽을 수 밖에 없는 인간의 삶에 참여하고 싶은 소망이 너무 커진 다미엘은 천사의 불멸성을 포기한다. 고대의 기사 갑옷을 밑천으로 세상으로 내려온다. 서커스단의 곡예사인 여인을 만나 사랑을 한다.

## 출연
- 브루노 간츠 (다미엘 역)
- 솔베이그 도마르틴 (마리온 역)
- 오토 샌더 (카시엘 역)
- 커트 보이스 (호머 역)
- 피터 포크 (피터 포크 역)